# 绳金塔街道
绳金塔街道是中华人民共和国江西省南昌市西湖区下辖的一个乡镇级行政单位。

## 行政区划
绳金塔街道下辖以下地区：
耶苏堂社区、张家山社区、站前西路社区、永叔路社区、老福山社区、绳金塔社区、坝口巷社区、邮电家委会、公交公司家委会、市二医院家委会和慧园街社区。